# Eriocaulon parvitepalum
Eriocaulon parvitepalum är en gräsväxtart som beskrevs av Kimp. Eriocaulon parvitepalum ingår i släktet Eriocaulon och familjen Eriocaulaceae.
Artens utbredningsområde är Kongo-Kinshasa. Inga underarter finns listade i Catalogue of Life.